# Pour le meilleur et pour le pire (série télévisée)
Pour les articles homonymes, voir Pour le meilleur et pour le pire.
Pour le meilleur et pour le pire (Hidden Hills) est une série télévisée américaine en 18 épisodes de 22 minutes créée par Peter Segal et Ric Swartzlander, dont seulement treize épisodes ont été diffusés entre le 24 septembre 2002 et le 21 janvier 2003 sur le réseau NBC.
En France, la série a été diffusée à partir du 6 septembre 2003 sur TPS Cinéfamily.

## Distribution
- Louis Ferreira (VF : Guillaume Lebon) : Doug Barber
- Paula Marshall (VF : Véronique Alycia) : Dr Janine Barber
- Stacy Galina (en) (VF : Virginie Ledieu) : Pam Asher
- Tamara Taylor (VF : Odile Schmitt) : Sarah Timmerman
- Alexa Nikolas : Emily Barber
- Dondre Whitfield (en) (VF : Jérôme Pauwels) : Zack Timmerman (13 épisodes)
- Kristin Bauer : Belinda Slypich (10 épisodes)
- Cristián de la Fuente (VF : Pascal Nowak) : Manolo (10 épisodes)
- Gary Kroeger (en) (VF : Michel Mella) : Brad (2 épisodes)

## Épisodes
1. titre français inconnu (Pilot)
2. titre français inconnu (The Mark of Manolo)
3. titre français inconnu (The Affair)
4. titre français inconnu (The Vasectomy)
5. titre français inconnu (The Getaway)
6. titre français inconnu (Halloween)
7. titre français inconnu (The Shocker)
8. titre français inconnu (Coach Doug)
9. titre français inconnu (The Birth)
10. titre français inconnu (Christmas)
11. titre français inconnu (The Visit)
12. titre français inconnu (The Concert)
13. titre français inconnu (The Neighbors)
14. titre français inconnu (The Feud)
15. titre français inconnu (The Reunion)
16. titre français inconnu (The Birthday)
17. titre français inconnu (The Housewife)
18. titre français inconnu (The Motorcycle)